# Anishort Festival
Anishort Film Festival (anche solo Anishort) è un festival internazionale di cortometraggi animati. Il festival è dedicato ai cortometraggi animati e ogni anno gareggiano 20 film. 
Anishort si svolge in grandi città europee prescelte (attualmente Repubblica Ceca, Slovacchia, Estonia e Polonia).
I film selezionati durano al massimo 10 minuti.

## Categorie del concorso

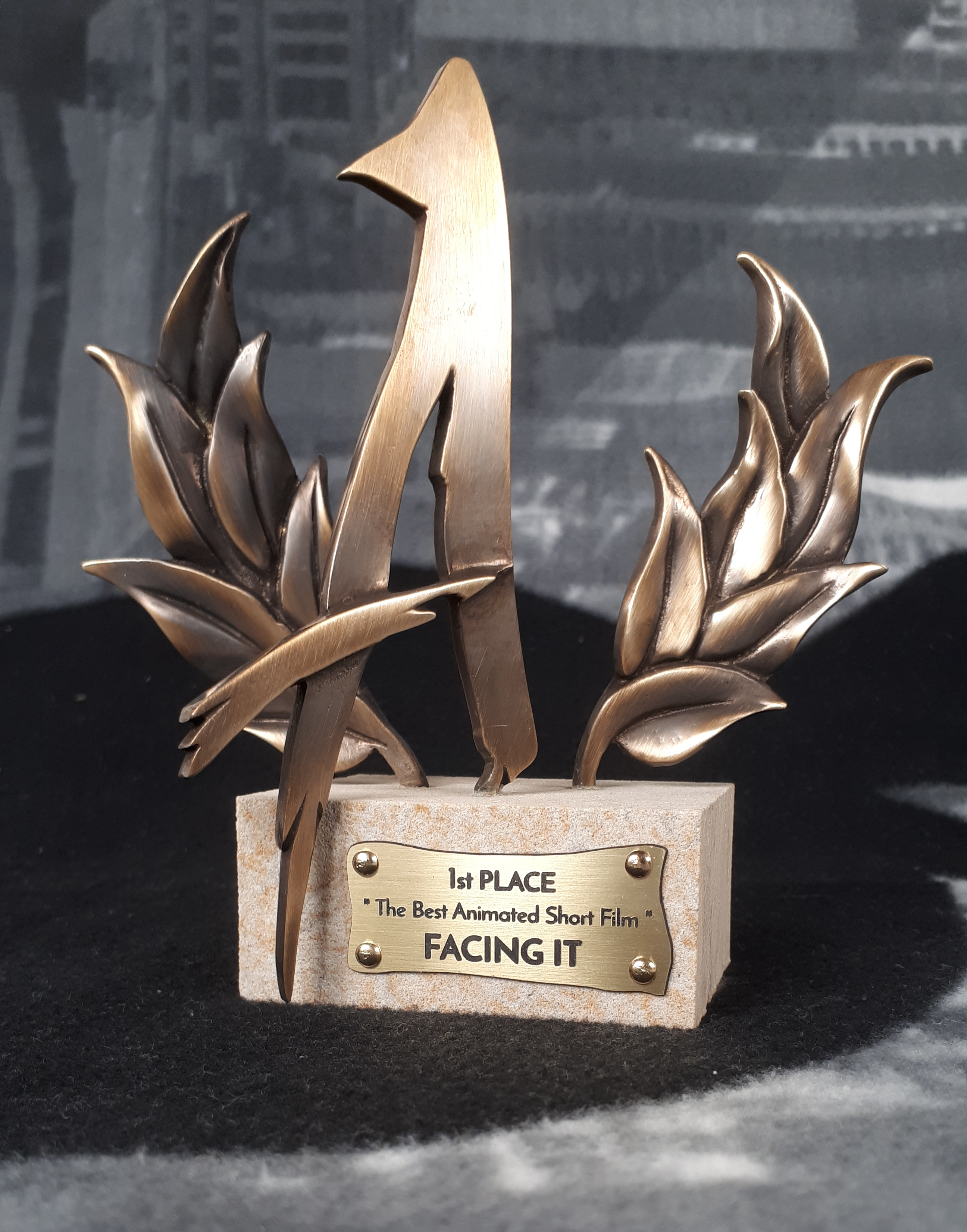
5th edition Anishort festival trophy - 1st place - animated film "Facing It" by director Sam Gainsborough

Anishort ha un totale di tre categorie di concorso: una principale e due secondarie.

## Premio per il miglior cortometraggio animato
Questo è il premio principale del concorso, ed è assegnato da una giuria internazionale di sette membri composta da professionisti nel campo dell'animazione. Ogni membro rappresenta un paese diverso. Gli autori dei film vincitori (1º , 2º e 3º classificato) ricevono una ricompensa economica e un trofeo del festival.

## Premio del pubblico per il miglior cortometraggio animato
Questo premio secondario viene assegnato sulla base dei voti degli spettatori di tutti i paesi in cui si svolge il festival. Il vincitore riceve un trofeo del festival.

## Premio speciale dell’Anishort Festival
Questo premio secondario viene assegnato da una giuria artistica composta da membri del team dell’Anishort Festival.
Il vincitore riceve un trofeo del festival.